# Северный район (Резекне)
Северный район (латыш. Ziemeļu rajons) — один из районов в Резекне. Граничит с Юпатовкой, Макаровкой и Центральными районами своего города, а также с Резекненским краем.

## История
Район появился после Второй Мировой войны, на месте прошлой деревни. До 1954 года строились малые и дачные здания.
После 1954 года началось строительство хрущёвок, а в 1957 году был построен комбинат молока.
В 1970 году началось строительство фабрики.

## Транспорт
Автобусы:
- 3 — Blaumaņa iela — Zivju bāze
- 4 — Blaumaņa iela — F. Kempa iela — Vipinga
- 5 — Vipinga — Rēzekne II — Atpūta
- 6 — Blaumaņa iela — Poliklīnika — Vipinga
- 7 — Blaumaņa iela — VID
- 8 — Blaumaņa iela — Lauku iela
- 10 — Blaumaņa iela — Liepu iela